# Italo Becchetti
Italo Becchetti (Roma, 29 settembre 1931 – Roma, 23 ottobre 1993) è stato un politico italiano.

## Biografia
Esponente romano della Democrazia Cristiana, della corrente di Amintore Fanfani. È stato più volte assessore comunale a Roma. Dal 1983 al 1987 è stato deputato alla Camera, per una legislatura. 
Muore nell'ottobre del 1993, all'età di 62 anni.